# Kasztanowa mowa

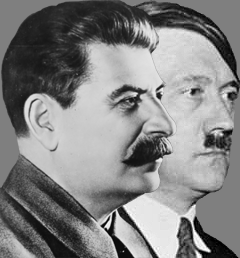
Józef Stalin i Adolf Hitler – dwaj sojusznicy

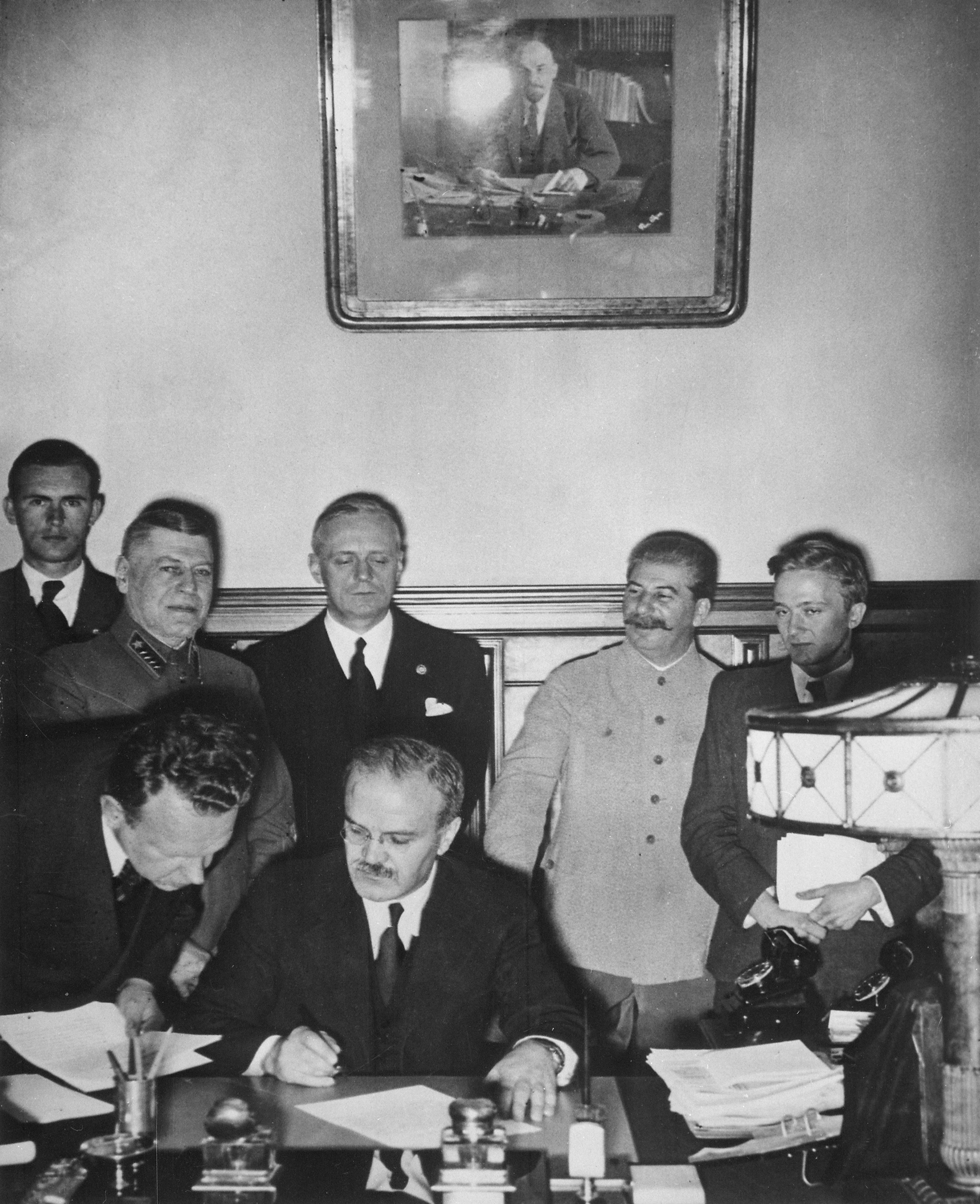
Wiaczesław Mołotow i Stalin podczas podpisania paktu Ribbentrop–Mołotow, 23 sierpnia 1939

„Kasztanowa mowa” (ros. Речь о жареных каштанах) – potoczna nazwa przemówienia Józefa Stalina, wygłoszonego 10 marca 1939 roku, zapowiadającego zbliżenie niemiecko-sowieckie przed podpisaniem paktu Ribbentrop-Mołotow.

## Okoliczności
Przemówienie, które przeszło do historii pod nazwą „kasztanowej mowy”, było referatem sprawozdawczym poświęconym polityce zagranicznej ZSRR, wygłoszonym przez Stalina 10 marca 1939 roku podczas obrad XVIII Zjazdu Wszechzwiązkowej Komunistycznej Partii (bolszewików) w Moskwie. Referat ten był emitowany przez moskiewskie radio.

## Treść
W swoim referacie Stalin stwierdził, że „podtrzymujemy pokój i wzmocnienie związków gospodarczych z wszystkimi państwami, stoimy i będziemy stać na tej pozycji, o ile te kraje dotrzymywać będą tych samych relacji ze Związkiem Radzieckim, o ile nie będą próbować naruszać interesów naszego państwa” („Мы стоим за мир и укрепление деловых связей со всеми странами, стоим и будем стоять на этой позиции, поскольку эти страны будут держаться таких же отношений с Советским Союзом, поскольку они не попытаются нарушить интересы нашей страны”). W polskiej publicystyce fragment ten jest przytaczany w formie „Związek Radziecki może porozumieć się z każdym państwem, bez względu na jego ustrój”. Zapowiedź gotowości do współpracy „z wszystkimi” sugerowało zbliżenie z III Rzeszą, którą ku zdumieniu zebranych przedstawił w bardziej korzystnym świetle od państw demokracji zachodnich. Przywódca Związku Radzieckiego skrytykował jednocześnie w swoim przemówieniu zachodnie państwa kapitalistyczne, które oskarżył o podżeganie do wojny oraz o próby wciągnięcia ZSRR do konfliktu przeciw Rzeszy Niemieckiej.
Nazwa „kasztanowej mowy” wzięła się bezpośrednio ze słów Stalina, który stwierdził, że nie pozwoli, aby Związek Radziecki „został wciągnięty do konfliktów przez podżegaczy wojennych, którzy przywykli do tego, by inni wyciągali za nich kasztany z ognia”. Stalin w przemówieniu tym twierdził także, że pakt antykominternowski wymierzony jest nie przeciwko ZSRR, ale przeciw zachodnim krajom kapitalistycznym jak Anglia, Francja i USA.

## Reakcje
„Kasztanowa mowa” Stalina spotkała się z entuzjastyczną reakcją Berlina i była punktem zwrotnym w poprawie stosunków Niemiec z Rosją Sowiecką bezpośrednio przed wybuchem II wojny światowej. W dalszej perspektywie ocieplenie to doprowadziło do podpisania przez oba państwa paktu Ribbentrop-Mołotow oraz wspólnego sojuszu militarnego i gospodarczego.